# ترینسئو
ترینسئو (انگلیسی: Trinseo) شرکت تولید صنعتی آمریکایی است، که در سال ۲۰۱۰ تأسیس شد.